# Ганнопільський парк
Ганно́пільський парк — парк-пам'ятка садово-паркового мистецтва місцевого значення в Україні. Розташований у селі Ганнопіль Шепетівського району Хмельницької області. 
При заснуванні площа парку становила 24,3 га. Заповідний статус наданий розпорядженням виконкому обласної Ради депутатів трудящих від 30.01.1969 року № 72-р. Перебуває у віданні РЛСКП «Ліс» Славутського району.

## Історія
Раніше село Ганнопіль мало назву Глинники. Протягом років воно перебувало у власності князів Замойських, Острозьких, Яблоновських. 1771 роком датується заснування палацу в Глинниках познанським воєводою князем Антонієм Барнабою Яблоновським. Цього ж року був створений парк, колекція рослин та кущів в якому складалась зі 176 видів. На честь своєї першої дружини Ганни Сангушко князь перейменував Глинники. З того часу село отримало назву Ганнопіль. Ім'я архітектора палацу невідоме, існують припущення, що ним був Павло Антоній Фонтана. 
Територія парку була обкладена муром з цегли. Були створені кам'яні скульптури, на території парку посаджені дерева, квіти і кущі. Створили шість алей: дубову, букову, грабову, каштанову, соснову та липову. На території, що простягалась вздовж парку і завершувалась початком базарної площі, був розташований іподром. Кожної неділі на його території влаштовували перегони. Після 1825 року онуки князя Антонія Яблоновського продали маєток та його територію Феліксові Лєнкєвічу-Іпохорському, який був сином волинського губернського маршала. Він не проживав особисто в палаці, а надав його в користування православному єпископові Стефанові Романовському. У помісті він влаштував капличку. Лєнкєвіч не залишив спадкоємців і Ганнопільський парк та палац опинились у власності його сестри Октавії Валєвської. Потім території перейшли у власність її родича Едмунда Четвертинського. У 1880-х роках володіння були продані генералові Івікову. Він був останнім власником цих земель. Після завершення Другої світової війни парк став власністю Ганнопільського колгоспу. На його території, у приміщенні колишнього поміщицького палацу, влаштували квартирні помешкання та контору. Буревій, якій пройшов територією Ганнопіля 1946 року, знищив алею ялин. Були частково пошкоджені дубова, грабова, та липова алеї. Букова алея залишилась у вигляді декількох дерев. На парковій території створили стадіон, до якого прилягають побудовані приміщення: дитячий садок, школа (недобудована) та житловий будинок. Територія ландшафтно-історичної пам'ятки станом на 1 грудня 2006 року зменшилась на 1,3 гектари. Залишилось 23 види дерев та 9 видів кущів.

## Флора
Парк перетворився на дубово-грабовий ліс, в якому зростають дуби, вік яких перевищує століття. Їх чисельність становить кілька десятків. Діаметр стовбура перевищує 1 м. Максимальний діаметр стовбура одного з дубів — 114,7 см. На північно-західній околиці парку збережений колишній рів. На цій ділянці окрім дубів, зростають липи та граби. Є дві біогрупи бука лісового. Одна складається с чотирьох дерев та має форму алеї. Діаметр стовбура дерев у межах від 85 см до 108,76 см. Ще три дерева, діаметр стовбура яких 86, 89 та 95,5 см розташовані неподалік ґрунтової дороги. Клени гостролисті, липи та віковічні дуби зростають по сторонах стадіону. На території парку представлені берези, берест, клен-явір, алича та груша. Є поодинокі представники глоду, шипшини, бузини чорної, бруслини бородавчастої. Поодиноко та групою зростають гіркокаштани, діаметр стовбура яких від 86 см до 102 см. На території Ганнопільського парку збереглись залишки старого саду, в якому містяться плодові дерева. 2006 року зафіксовано 278 дерев парку, які перебувають в аварійному стані, підгнилі чи трухляві.